# 訪客 (小說)
《訪客》是衛斯理系列中的一部科幻小説，由香港科幻小説作家倪匡所寫，系列編號21。
這個故事在衛斯理系列之中，首個故事以巫術來作題材，涉及海地的巫毒教利用可怕的黑巫術，使得死人能在夜間聽指揮所作的怪事。為增添故事的科學性，這本小說以藥物上的麻醉來解釋整件事件。

## 故事大綱

### 死人來訪
著名政治家鮑伯爾突然死亡，原因是因為心臟病猝發。但怪事就在發現鮑伯爾的屍體的同時，也發現了對面一張椅子也有一具屍體，可是當法醫檢查那屍體後，卻證明那屍體已死去了至少三天以上。那人來拜訪鮑伯爾時，他還說他的名字是「石先生」。而他已經是死人了，但還會說話。

### 會說話的死人
這個案子引起傑克上校的興趣。他邀衛斯理一起調查。衛斯理則在偶然的情況之下接到了舊同學陳福雷的一通電話，經其子陳小雷口中知道了事情的經過。那人來拜訪鮑伯爾的時候，剛好鮑伯爾太太的姪女的兒子陳小雷在玩捉迷藏時躲到鮑伯爾書房的櫃子裏，聽到了鮑伯爾和那位「石先生」之間的對話。那段「石先生」與鮑伯爾的對話，使得衛斯理知道了事情的經過，衛斯理在聆聽的那段對話的内容是：那位「石先生」對鮑伯爾說他是一個死人，要求鮑伯爾檢查他的身體後，鮑伯爾便離奇地死亡了。

### 追查送死人上車的人
衛斯理知道這件事後，便去調查那個送死人上車的人，他問到一個計程車司機，司機自稱看過那個人，在警署內繪圖員的協助下，畫下那人的臉的圖像，衛斯理向傑克上校，討來這份差事，他利用人物圖像，沿著公路邊走邊找，意外找到那個送死人往鮑伯爾家的人。衛斯理自稱是路人想向那人要水喝，結果反被識破，被困在一個地窖裏。

### 神秘的地下室
衛斯理被困在地窖一籌莫展，而他偶然發現地窖裏有個地方，一直吹出冷風，原來是一扇門的門縫，衛斯理用祖傳的開鎖技術打開它，這扇門通往一個很冷的地窖，冷風就是由其中吹出來的，那裏有很多死屍，放在由空調溫度控制的鋼櫃裡，衛斯理打開其中一個，其中是那個死人石先生。在衛轉頭時，一個人走了出來，而且還坐在椅子上，赫然就是那個石先生。原來那些死屍和那「石先生」一樣，被人用藥物控制。此時那人現身，並以手槍威嚇衛斯理，要他乖乖聽話，結果手槍卻被衛斯理奪去，情勢意外逆轉，意謂衛斯理掌控主導權，此時衛斯理威脅說要通知警方，那人自稱丁納醫生，丁納說會把事情始末說給衛斯理聽，要他稍安勿躁。

### 生死恩怨
那人自稱丁納，是個醫生，在地下室鋼櫃裡那些人，其實還活著，他們之所以看來像不會動的死人，其實是某種藥物麻醉延緩新陳代謝的結果，他勸衛斯理不要追查下去，衛斯理仍不死心，經一輪糾纏後，令丁納醫生吐出舊事，原來丁納醫生是認識鮑伯爾的，兩人是醫學院的同學。在美國南方城市紐奧良，流行著鄰近海地島上的巫毒(voodoo)教。那是一種神祕宗教。丁納在學生時代在美國南方城市紐奧良念書時，他被鮑伯爾欺騙，在暑假前往海地某個小島，只為了二十塊月薪。沒想到這卻是他人生的轉淚點。

### 只能存身黑暗中的教主
跟隨包伯爾被教主召見的丁納，在黑暗中用打火機意外弄出光亮，惹惱了巫毒教主。而被海地的巫毒教當作奴隸，在某個島上大麻田裡幹粗活，四周都是死人，都是那種藥物麻醉的結果。丁納假裝被麻醉，後來他逃出魔掌，打算報仇。逃出生天後，他苦讀六年，成功當了醫生，並蒐集那種像紅紗絲線的植物中提煉出的藥物，用來麻醉絕症如肺癌患者，讓他們有機會繼續活下去。事發那天，他送來一個死人，包伯爾一檢驗，沒有心跳，也沒呼吸，包伯爾就嚇死了。因為知道以前做的壞事，東窗事發，那些人要來討債了。當衛斯理知道真相後，丁納醫生就對衛斯理說他會去投案，但當衛斯理走出屋外後，丁納醫生便利用炸彈把整間屋子爆炸焚燒，而那些在地窖裡鋼櫃中的屍體也都毀掉，丁納醫生也永遠消失了。

## 故事角色
- 鮑伯爾 - 退休的政治家。七十歲的老人。
- 石先生 - 來拜訪包伯爾的臉色很差的訪客。其實是個死人。
- 衛斯理 - 故事主角的作家。好奇心重的人。
- 傑克上校 - 警方特別工作室主任。調查包伯爾一案。
- 陳小雷 - 躲在櫃子裡。偷聽到包伯爾和訪客石先生的對話。
- 丁納 - 自稱醫生。跟包伯爾有一段過去。

## 廣播劇
本故事亦曾經被改編成廣播劇。
- 香港商業電台以粵語於1987年星期一至五，每日下午三時正首播《訪客》廣播劇，合共6集。為商台衛斯理廣播劇系列第十八個故事。
  - 監製：金貴
  - 改編：圓方
  - 配音
    - 朱子聰 飾演 衛斯理
    - 錢佩卿 飾演 白素
    - 盧雄 　飾演 傑克上校
    - 陳森 　飾演 鮑伯爾
    - 李學明 飾演 丁納
    - 楊廣培 飾演 陳福雷
    - 甄惠儀 飾演 陳小雷
    - 葉佳 　飾演 石先生
    - 金貴 　飾演 管家
    - 甄錦華 飾演 男僕
    - 陳永信 飾演 王法醫
    - 何錦榮 飾演 值日警官
    - 朱雪梅 飾演 鮑太太
    - 金貴 　飾演 巫都教教主
    - 陳永信 飾演 黑人(巫都教教徒)
    - 吳忠泰 飾演 警官(第1集,無被列入配音名單)

| 前任者： 020 仙境、奇玉 | 衛斯理系列（按編號） 021 （包括虛像）                 | 繼任者： 022 蠱惑、再來一次 |
| 前任者： 虛像           | 衛斯理系列（按連載時序） 1970年8月10日至1970年9月18日 | 繼任者： 風水               |